# Sonny Rollins Plus 4
Sonny Rollins Plus 4 – album amerykańskiego saksofonisty jazzowego Sonny’ego Rollinsa, wydany po raz pierwszy w 1956 roku z numerem katalogowym PRLP 7038 nakładem Prestige Records. Płytę wznawiano także pod tytułem Sonny Rollins Clifford Brown and Max Roach - 3 Giants! (PR 7291).
Dwóch z pięciu biorących udział w sesji nagraniowej muzyków, mianowicie Clifford Brown i Richie Powell, zginęło w wypadku samochodowym w nieco ponad trzy miesiące później.

## Lista utworów
Opracowano na podstawie materiału źródłowego.
Wydanie LP
Strona A
| Nr | Tytuł utworu   | Muzyka        | Długość |
| -- | -------------- | ------------- | ------- |
| 1. | „Valse Hot”    | Sonny Rollins | 8:35    |
| 2. | „Kiss and Run” | Sam Coslow    | 7:06    |
|    |                |               | 15:41   |

Strona B
| Nr | Tytuł utworu                              | Muzyka        | Długość |
| -- | ----------------------------------------- | ------------- | ------- |
| 1. | „I Feel a Song Coming On”                 | Jimmy McHugh  | 5:11    |
| 2. | „Count Your Blessings (Instead of Sheep)” | Irving Berlin | 2:27    |
| 3. | „Pent-Up House”                           | Rollins       | 8:52    |
|    |                                           |               | 16:30   |

## Twórcy
Opracowano na podstawie materiału źródłowego.
Muzycy:
- Sonny Rollins – saksofon tenorowy
- Clifford Brown – trąbka
- Richie Powell – fortepian
- George Morrow – kontrabas
- Max Roach – perkusja

Produkcja:
- Bob Weinstock – produkcja muzyczna
- Rudy Van Gelder – inżynieria dźwięku
- Tom Hannan – projekt okładki
- Ira Gitler – liner notes